# Санси (Мёрт и Мозель)
Санси́ (фр. Sancy) — коммуна во французском департаменте Мёрт и Мозель, региона Лотарингия. Относится к кантону Одюн-ле-Роман.	

## География

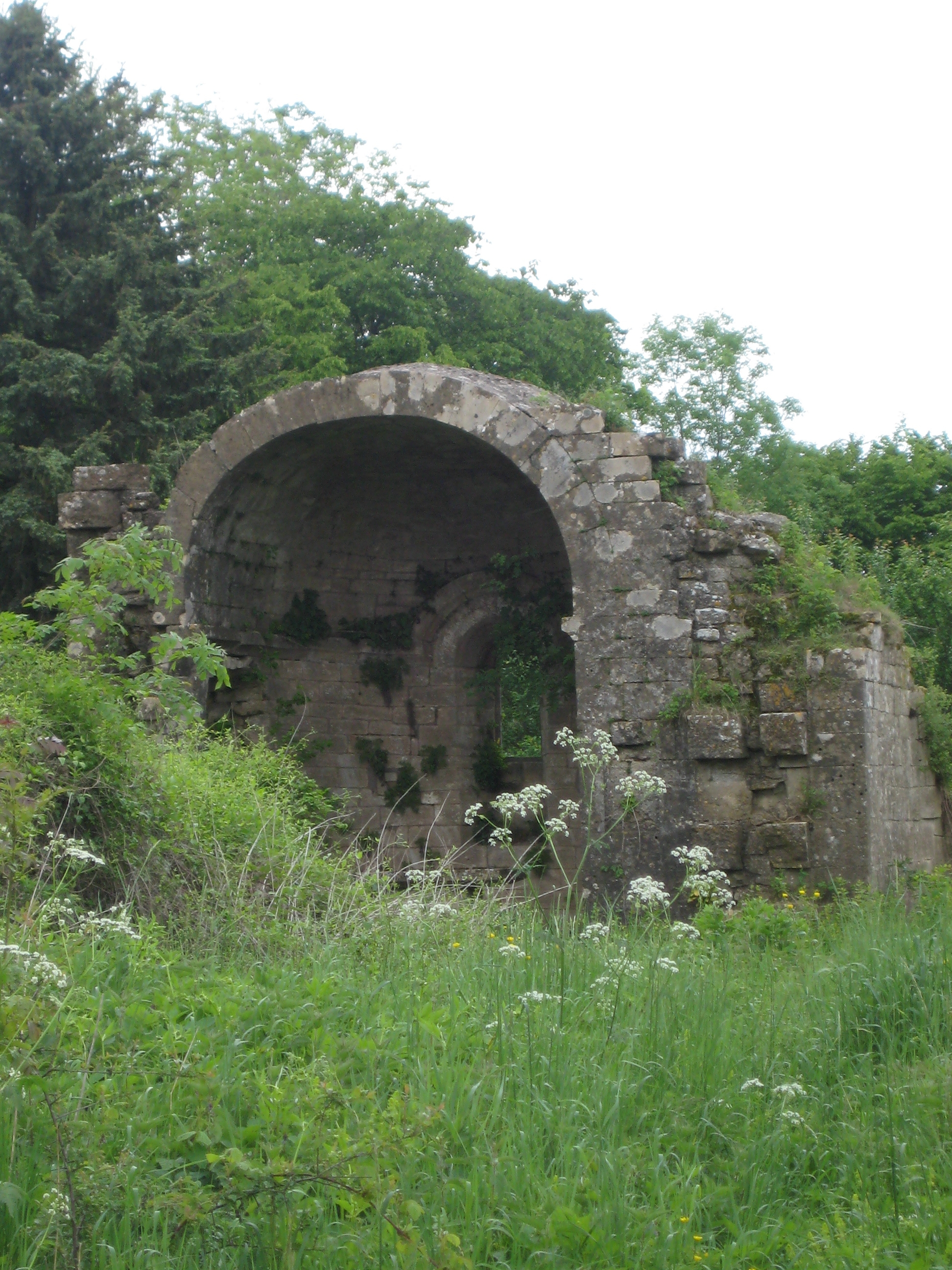
Развалины аббатства в Санси.

Санси расположен в 32 км к северо-западу от Меца. Соседние коммуны: Бёвилле и Буланж на севере, Фонтуа на востоке, Ломмранж на юго-востоке, Трие на юге, Андерни на юго-западе, Малавиллер и Одюн-ле-Роман на северо-западе.

## История
С XIII века принадлежал графам Бар. Замок Санси известен с 1295 года.

## Демография
Население коммуны на 2010 год составляло 349 человек.
| 1962 | 1968 | 1975 | 1982 | 1990 | 1999 | 2010 |
| ---- | ---- | ---- | ---- | ---- | ---- | ---- |
| 446  | 390  | 315  | 353  | 327  | 327  | 349  |